# Reserva comunal Yánesha
La reserva comunal Yánesha  es un área natural protegida con una extensión de 34 744,7 ha y ubicada en la zona centro oriental del Perú, abarcando el territorio del departamento de Pasco. Fue creada el 1988 siendo primera en su tipo.
En el 2010 la UNESCO reconoce a la Reserva comunal Yanesha como Zona de Amortiguamiento de la Reserva de Biosfera Oxapampa-Asháninka-Yánesha.

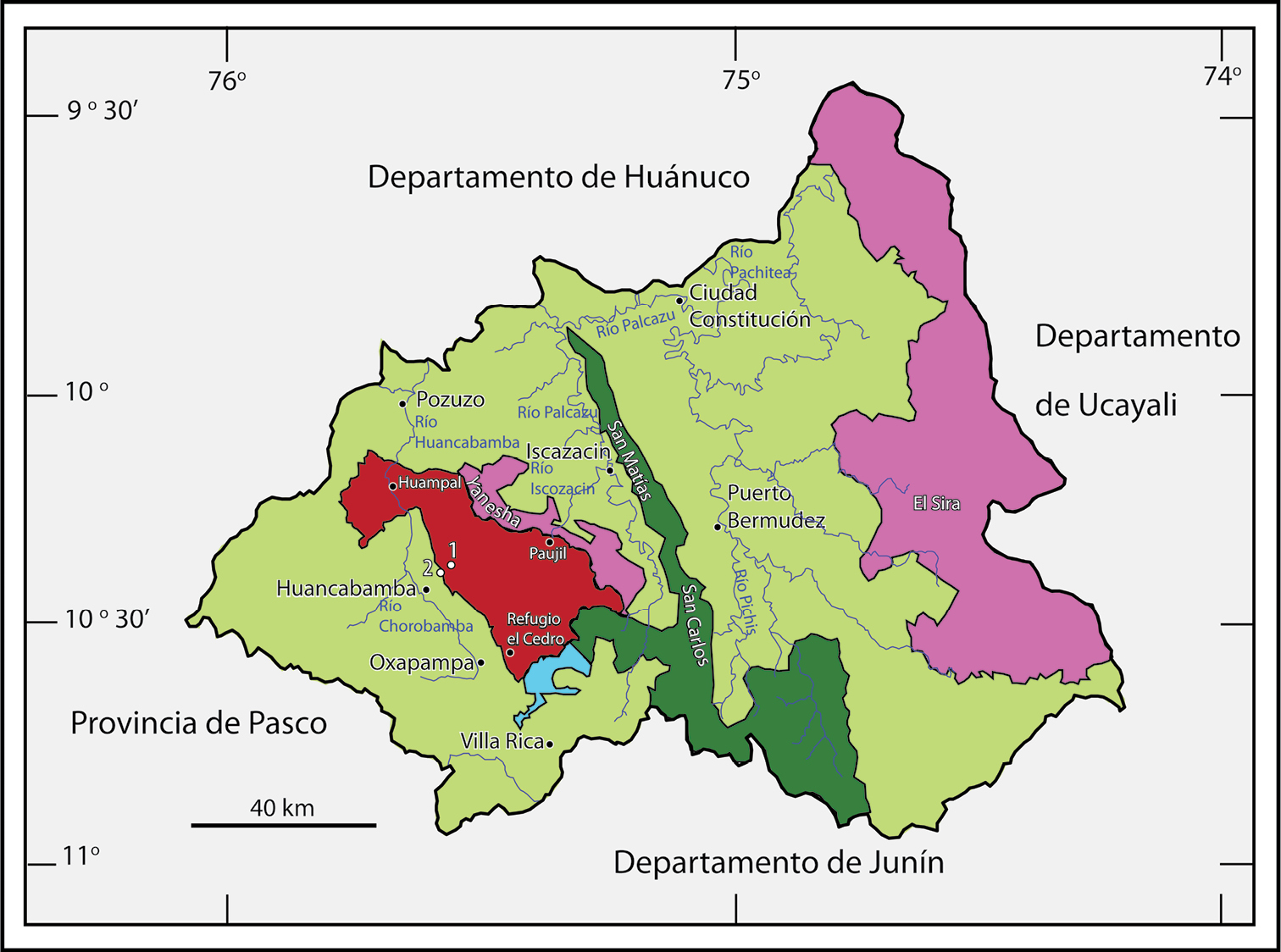
Reserva Comunal Yanesha (en rosado).

| Animales                                                       |
| Mamíferos: venado rojo, majaz, sajino, huangala y quirquincho. |
| Aves: pucacunga (Penelope jacquacu).                           |
| Peces: zúngaro, boquichico, sábalo, palometa, doncella y lisa. |

## Importancia
Uno de los objetivos de la Reserva Comunal Yanesha es proteger y conservar las cuencas tributarias del Palcazú, así como preservar la flora y fauna de la región con el fin de reivindicar los antiguos territorios de los yaneshas que habitan la zona desde tiempos inmemoriales.